# 에너지 자유화

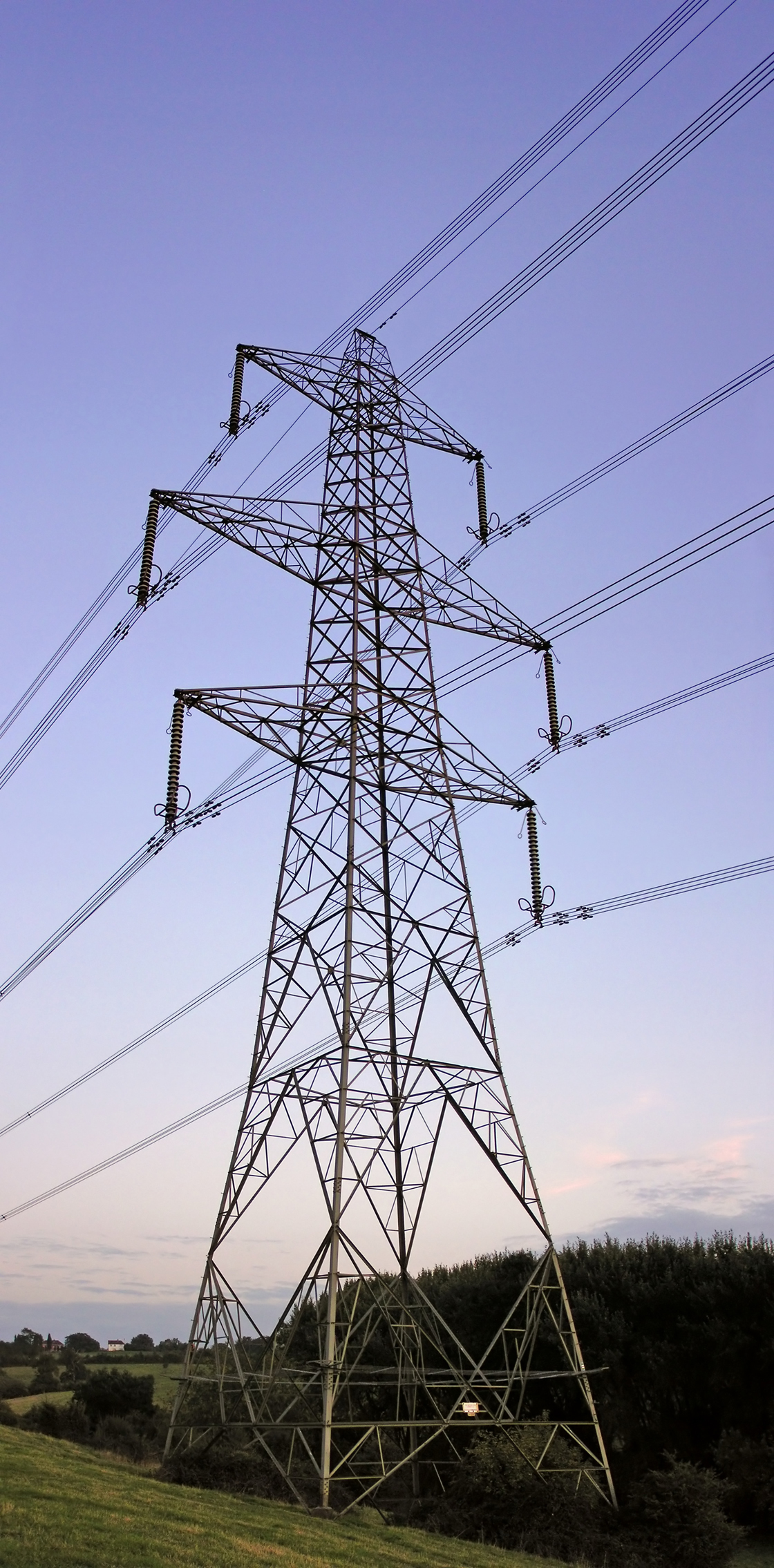
많은 자유화 프로그램에는 배전과 발전 간의 기업 책임 분리가 수반된다.

에너지 자유화(energy liberalisation) 또는 전력 자유화는 더욱 경쟁력 있는 시장을 창출하고 민영화를 통해 가격을 낮추기 위해 전력 및 가스 시장에 더 큰 경쟁을 가져옴으로써 특히 발전 시장과 관련하여 에너지 시장을 자유화하는 것을 의미한다. 전력 공급은 자연독점이기 때문에 경쟁 시스템을 강화하기 위해서는 복잡하고 비용이 많이 드는 규제 시스템이 필요하다.
1996년, 2003년, 2009년에 공포된 시장 자유화를 선호하는 유럽 연합 집행위원회 지침에 따라 새천년이 시작될 무렵 유럽 연합 에너지 시장에서 강력한 자유화 추진이 이루어졌다. 이러한 프로그램은 유럽 에너지 시장의 상호 연결성을 높이기 위한 관심으로 지원되었다. 공동시장을 구축하는 것이다. 아르헨티나, 칠레, 미국 등 전 세계 국가에서 다양한 수준의 유사한 계획이 추진되었다.

## 같이 보기
- 유럽 연합 경쟁법
- 서비스무역에 관한 일반협정
- 민영화